# Thomas Penn
Thomas Penn (8 mars 1702 - 21 mars 1775) est un propriétaire terrien et marchand anglais qui est le principal propriétaire de la Pennsylvanie de 1746 à 1775. Penn est surtout connu pour son implication dans la négociation de l'achat à pied, un traité de cession de terres contesté qu'il négocie avec le chef Lenape Lappawinsoe en 1737, qui transfère le contrôle de 1 200 000 acres (4 860 km 2) de territoire de la tribu Lenape à la province de Pennsylvanie.
Né en 1702 à Kensington, en Angleterre, dans une famille quaker, Penn placé comme apprenti chez un mercier londonien à un jeune âge par son père William en raison de l'insécurité financière de sa famille. À la mort de son père en 1718, les dernières volontés et testaments de William donnent sa propriété de Pennsylvanie à ses trois fils, dont Thomas. En 1732, il se rend dans la colonie pour prendre le contrôle des intérêts de sa famille en Pennsylvanie, notamment la perception des loyers impayés.
Comme sa famille en Angleterre est lourdement endettée, Penn abandonne l'approche conciliante de son père envers les tribus indiennes résidant à la frontière coloniale afin d'acquérir plus de terres à vendre. En plus de signer des traités avec les dirigeants indiens, Penn renforce le pouvoir du sous-gouverneur et utilise fréquemment sa prérogative pour contrer la législation de l'Assemblée générale de Pennsylvanie, actes qui le rendent impopulaire dans la colonie.
Penn retourne en Angleterre en 1741, bien qu'il continue à exercer un contrôle sur les affaires en Pennsylvanie. Lorsque son frère John meurt en 1746, son testament transfère le contrôle de la part de John dans la propriété familiale à Penn, faisant de lui le principal propriétaire de la Pennsylvanie. En 1751, il épouse Lady Juliana Fermor, avec qui il a sept enfants. Penn meurt finalement dans sa propriété de campagne de Stoke Park, Buckinghamshire en 1775.

## Jeunesse
Thomas Penn est né le 8 mars 1702 à Kensington, Londres. Il est le fils de William Penn, un penseur religieux quaker, écrivain et colonisateur qui établit la colonie de Pennsylvanie en 1681 après avoir reçu une charte de Charles II. Sa mère, Hannah Callowhill Penn, a épousé son mari le 5 mars 1696. Le couple vit en Pennsylvanie de 1682 à 1701 à Pennsbury Manor, comté de Bucks avant de retourner en Angleterre .
Bien que William soit le propriétaire de la Pennsylvanie, la famille Penn ne tire qu'un petit revenu de la colonie. Afin de fournir à sa famille des ressources financière, Penn est apprenti chez un mercier londonien qui fait partie de la Worshipful Company of Mercers par son père quand il grandit. Lorsque William meurt en 1718, son testament donne le contrôle de la propriété à Penn et aux frères John et Richard.
En 1727, le testament de William, contesté par les enfants de sa première épouse Gulielma, est confirmé dans le système juridique britannique; quatre ans plus tard, les enfants de Gulielma acceptent de régler l'affaire en échange d'une somme d'argent. Les termes de la propriété émise par Charles II stipulent que la famille Penn recevrait la propriété absolue de toutes les terres et des droits miniers de la nouvelle colonie en échange de la livraison annuelle de deux peaux de castor de Pennsylvanie au château de Windsor, bien que "la propriété n'était toujours pas garantie de richesse."  .

## Gestion de la Pennsylvanie
Penn, qui a alors pris le contrôle de la gestion des affaires financières de sa famille, se rend en Pennsylvanie en 1732, le premier membre de sa famille à le faire depuis que William a quitté la colonie en 1701. Après son arrivée en Pennsylvanie, Penn reçoit un accueil généralement chaleureux de la part des colons qui y vivent. Il gère la collecte des loyers dus à la famille Penn auprès des colons locaux, la sécurisation des paiements pour le territoire déjà colonisé par les colons et la sécurisation de la frontière de la Pennsylvanie contre les attaques potentielles des tribus indiennes et des colonies françaises voisines.
Les frères de Penn, John et Richard, qui sont restés en Angleterre lorsque Penn s'est rendu en Pennsylvanie, lui écrivent une lettre en mai 1734 soulignant que la famille a maintenant une dette de 8 000 livres et a un besoin urgent de revenus de la colonie. Dans la lettre, ils insistent sur la "nécessité absolue" de trouver des méthodes pour générer des bénéfices à partir de la Pennsylvanie et suggèrent à Penn que s'il est incapable de générer des bénéfices à partir de la colonie, il pourrait être préférable de vendre la propriété car la famille est "maintenant à la merci de nos créanciers sans rien pour nous maintenir".
En réponse à ces demandes, Penn abandonne l'approche auparavant conciliante des négociations avec les tribus indiennes établie par son père et adopte une approche plus agressive visant à obtenir plus de terres pour la colonisation. En collaboration avec le gouverneur royal de Pennsylvanie, James Logan, Penn fait des plans pour acquérir plus de terres des Lenape. De tels efforts sont stimulés par l'augmentation de l'immigration dans la colonie et les craintes que les colons de la province voisine de New York empiètent sur les frontières nord de la Pennsylvanie dans la vallée de la rivière Upper Delaware.
Avec Logan, Penn négocie le traité d'achat à pied avec le chef Lenape Lappawinsoe en 1737. Le traité précise qu'un traité de 1686 signé entre William Penn et les Lenape donne 1 200 000 acres (4 860 km 2) de terres le long de la partie nord du fleuve Delaware jusqu'en Pennsylvanie ; les Lenape évacuent ensuite leurs colonies du territoire transféré. Au cours des négociations du traité, Logan donne au Lenape une carte inexacte et, selon l'historien Steven Grant Harper, le traité est le produit d'une duperie de la part de Penn et Logan.
Penn joue également un rôle de premier plan dans les affaires intérieures de la colonie. Bien que Penn soit techniquement gouverneur de la colonie, un sous-gouverneur est installé pour gérer les affaires de la Pennsylvanie de manière permanente, et il prend plusieurs mesures pour accroître le pouvoir exécutif détenu par le sous-gouverneur (ce qui renforce l'influence que sa famille détient au sein de la colonie). En 1741, Penn retourne en Angleterre, laissant le contrôle de la colonie entre les mains de George Thomas ; sa réputation dans la colonie s'est détériorée au point qu'on le considère comme « cupide et froid ».

## Dernières années

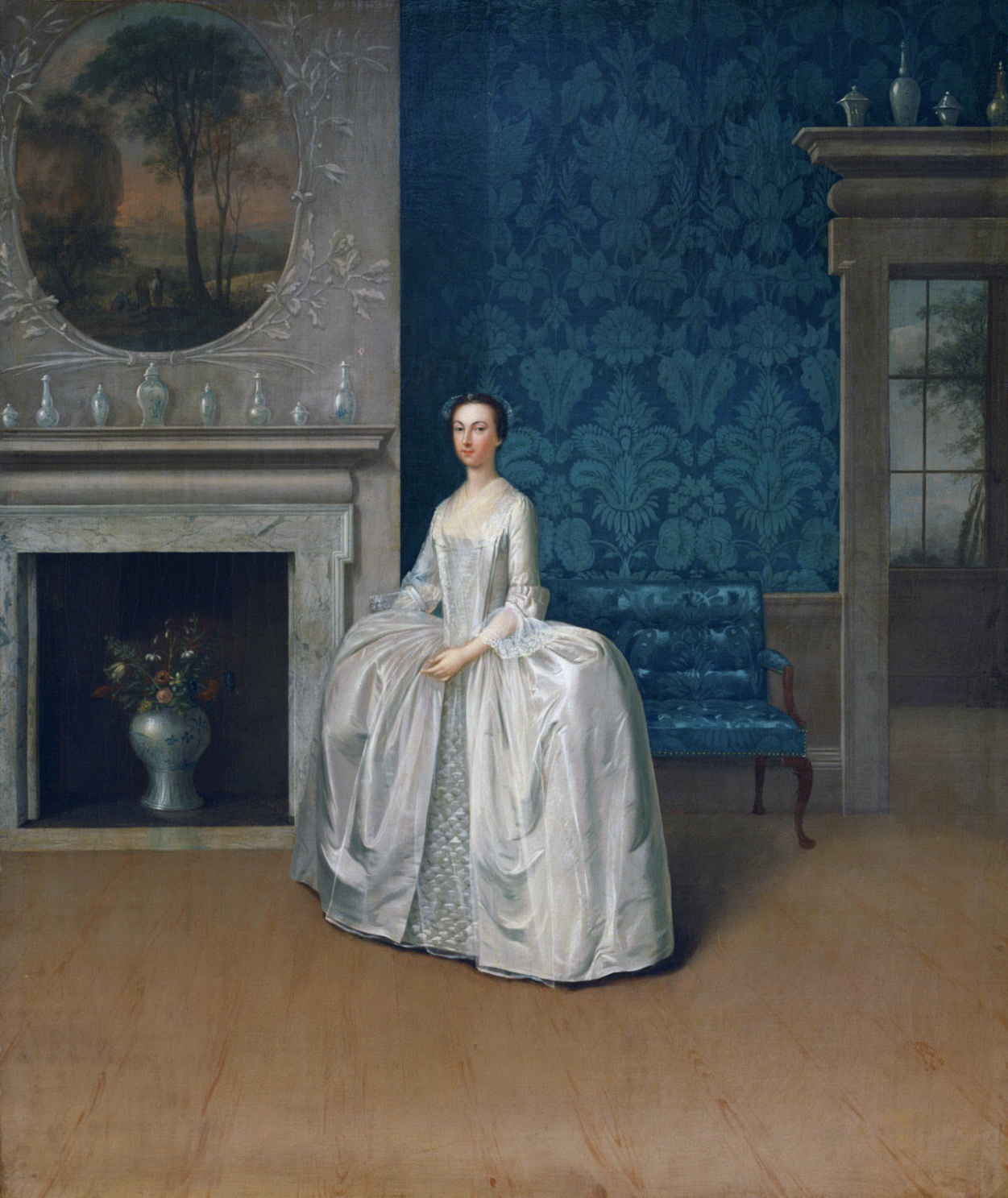
Un portrait de Lady Juliana Fermor de 1751 par Arthur Devis

Après le retour de Penn en Angleterre, John meurt en 1746. Dans son testament, John cède sa part de la propriété, s'élevant à 75%, à Penn, ce qui l'amène à devenir le principal propriétaire de la Pennsylvanie . Penn continue à s'impliquer dans les affaires de la Pennsylvanie, dont une tentative de rendre le Lenape conforme à un régime foncier de style européen en désignant une partie des terres près de la rivière Lehigh comme un "manoir indien" à habiter uniquement par la tribu.
En 1755, les tribus Lenape résidant dans le "Manoir indien" migrent vers l'ouest en réponse à l'agitation de la guerre française et indienne en cours et aux tensions croissantes avec les colons européens à la frontière de la Pennsylvanie. Après que Penn ait reçu des nouvelles de cela d'un employé de la famille Penn en Pennsylvanie nommé Richard Peters, il ordonne à Peters de proposer le territoire à des colons potentiels "car il n'y a aucune probabilité que les Indiens reviennent au manoir indien".
Le maître de poste Benjamin Franklin est envoyé par l'Assemblée générale de Pennsylvanie en Angleterre en tant qu'agent colonial en 1757 avec l'ordre de protester contre l'influence politique de la famille Penn dans la colonie auprès du gouvernement britannique. Bien que Penn ait gardé un œil attentif sur les mouvements de Franklin, il reste indifférent à la révocation potentielle de sa propriété; comme l'a noté Penn, Franklin a peu d'alliés au sein du gouvernement britannique et sa mission se solde rapidement par un échec.
La guerre de Sept Ans, qui dure de 1754 à 1763, "révèle les difficultés de gérer les importants intérêts américains de la famille depuis l'Angleterre" et en 1763, John Penn (gouverneur) (en), le neveu de Penn, est nommé sous-gouverneur de Pennsylvanie. John continue à entretenir une correspondance fréquente avec Penn concernant les problèmes en Pennsylvanie et assume progressivement plus de responsabilités dans la gestion des affaires de la colonie par lui-même alors que la santé de Penn se détériore progressivement.
Le 21 mars 1775, Penn meurt dans sa résidence personnelle à Stoke Poges, Buckinghamshire. Dans son testament, Penn laisse sa part de la propriété de Pennsylvanie à son fils John, qui est le dernier membre de la famille à détenir la propriété car elle est officiellement supprimée par le gouvernement de Pennsylvanie après la rupture de la guerre d'indépendance américaine en 1776. En guise de compensation pour environ 24 millions d'acres (97 124 km 2) et 118 569 £ de loyers dus, le gouvernement pennsylvanien donne 130 000 £ à la famille Penn.

## Famille et héritage
Le 22 août 1751, Penn épouse Lady Juliana Fermor, la fille de Thomas Fermor, 1er comte de Pomfret. Juliana, 22 ans, a 27 ans de moins que son conjoint. Un an après leur mariage, Penn charge le peintre Arthur Devis de peindre des portraits de lui-même et de sa femme . Comme l'a noté l'historienne anglaise Charlotte Fell-Smith, bien qu'il soit né dans une famille Quaker, Penn a progressivement abandonné plusieurs aspects de la foi au cours de sa vie, et sa dissociation de la foi Quaker est confirmée par épousant Juliana dans une église de l'Église d'Angleterre.
Ensemble, Penn et Juliana ont sept enfants au cours de leur mariage : quatre fils et trois filles . Parmi ses fils, John, qui sert comme haut shérif du Buckinghamshire en 1798 et siège à la Chambre des communes britannique en tant que député de Helston de 1802 à 1805, et Granville Penn (en), qui est un écrivain et écrivain. géologue qui est élu à la Société américaine de philosophie en 1836. John agrandit considérablement Stoke Park, une maison de campagne anglaise que Penn a achetée en 1760, avec des plans de l'architecte James Wyatt.
En Pennsylvanie, l'héritage de Penn parmi les habitants de la région, contrairement aux opinions sur son père, est marqué par le ressentiment et le mépris. En 1757, Franklin écrit que le refus de Penn de payer des impôts à la Pennsylvanie le conduisit à "[concevoir] à ce moment un mépris plus cordial et plus approfondi [vers] lui que je n'ai jamais ressenti auparavant pour tout homme vivant".  En plus de son refus de payer des impôts, Penn utilise fréquemment sa prérogative pour contrer la législation de l'Assemblée générale, ce qui pourrait avoir influencé le soutien de la Pennsylvanie à la Révolution américaine.